# Дгварели, Рауль
Рауль Дгварели (9 января 1965) — советский и таджикистанский борец греко-римского стиля, участник Олимпийских игр.

## Спортивная карьера
В апреле 1996 года в китайском Сяошани на чемпионате Азии занял 4 место. В августе 1996 года на Олимпийских играх в американской Атланте в 1/16 финала уступил украинцу Петру Котоку, в утешительном раунде сначала одолел мексиканца Гильермо Диаса, затем канадца Йоги Джол в следующей схватке уступил Кеничи Судзуки, заняв в итоге 9 место, тем самым показав наилучший результат Таджикистана на Олимпийских играх 1996 года. В сентябре 1997 года неудачно выступил на чемпионате мира в польском Вроцлаве. В мае 1999 года занял 7 место на чемпионате Азии.

## Спортивные результаты
- Чемпионат Азии по борьбе 1996 — 4;
- Олимпийские игры 1996 — 9;
- Чемпионат мира по борьбе 1997 — 21;
- Чемпионат Азии по борьбе 1999 — 7;